# Диме Бояновски
Диме (Димче) Бояновски с псевдоним Дизе (на македонска литературна норма: Диме Бојановски - Дизе) е югославски партизанин, деец на комунистическата съпротива по време на Втората световна война, икономист и професор.

## Биография
Роден е на 12 август 1909 година в град Прилеп. През 1932 година влиза в ЮКП. От декември 1932 до май 1933 година издава вестник „Ударник“ като орган на ЮКП. Поради тази своя дейност е осъден на шест години затвор в Сремска Митровица и Лепоглава. През 1939 година е изключен от ЮКП. Точно преди Втората световна война е интерниран в Иваница. Става партизанин и работи в отдел агитационна пропаганда на Главния щаб на НОВ и ПОМ. На 20 октомври 1944 година е изпратен от Главния щаб на НОВ и ПОМ на Македония за връзка с партизаните от Егейска Македония.
От 1949 до 1958 година е министър на правосъдието, а преди това министър на търговията. В периода 1950-1955 година е директор на Икономически институт, а от 1962 до 1967 е председател на Търговската камара. Работи като преводач и превежда на македонски език „Капиталът“ и „Увод в критиката на политическата икономия“.